# Список высших учебных заведений Самарской области
В список высших учебных заведений Самарской области включены образовательные учреждения высшего и высшего профессионального образования, находящиеся на территории Самарской области и имеющие действующую лицензию на образовательную деятельность. Список вузов приведён в соответствии с данными сводного реестра лицензий, в список филиалов включены организации, участвовавшие в мониторинге Министерства образования и науки Российской Федерации 2016 года. По состоянию на 13 июля 2017 года в Самарской области действующую лицензию имели 26 вузов и 14 филиалов.
Филиалы вузов, головные организации которых находятся в иных субъектах федерации, сгруппированы в отдельном списке. Порядок следования элементов списка — алфавитный.

## Список высших образовательных учреждений
| Название                                                                            | Категория         | Статус      | Год основания | Месторасположение | Число студентов |
| ----------------------------------------------------------------------------------- | ----------------- | ----------- | ------------- | ----------------- | --------------- |
| Волжский университет имени В. Н. Татищева                                           | негосударственный | институт    | 1995          | Тольятти          | 1332            |
| Медицинский университет «Реавиз»                                                    | негосударственный | университет | 1993          | Самара            | 3195            |
| Поволжский государственный университет сервиса                                      | государственный   | университет | 1981          | Тольятти          | 3162            |
| Поволжский государственный университет телекоммуникаций и информатики               | государственный   | университет | 1956          | Самара            | 4151            |
| Поволжский православный институт                                                    | негосударственный | институт    | 2013          | Тольятти          |                 |
| Самарская академия государственного и муниципального управления                     | муниципальный     | академия    | 1998          | Самара            |                 |
| Самарская государственная областная академия (Наяновой)                             | государственный   | академия    | 1988          | Самара            | 341             |
| Самарская гуманитарная академия                                                     | негосударственный | академия    | 1992          | Самара            | 1107            |
| Самарская духовная семинария                                                        | негосударственный | семинария   | 1858          | Самара            |                 |
| Самарский государственный аграрный университет                                      | государственный   | университет | 1919          | Усть-Киннельский  | 4170            |
| Самарский государственный архитектурно-строительный университет                     | государственный   | университет | 1930          | Самара            |                 |
| Самарский государственный институт культуры                                         | государственный   | институт    | 1971          | Самара            | 1613            |
| Самарский государственный медицинский университет                                   | государственный   | университет | 1919          | Самара            | 5910            |
| Самарский государственный социально-педагогический университет                      | государственный   | университет | 1911          | Самара            | 6843            |
| Самарский государственный технический университет                                   | государственный   | университет | 1914          | Самара            | 18527           |
| Самарский государственный университет путей сообщения                               | государственный   | университет | 1963          | Самара            | 6970            |
| Самарский государственный экономический университет                                 | государственный   | университет | 1931          | Самара            | 8305            |
| Самарский институт — высшая школа приватизации и предпринимательства                | негосударственный | институт    | 1992          | Самара            | 859             |
| Самарский институт бизнеса и управления                                             | негосударственный | институт    |               | Самара            |                 |
| Самарский институт управления                                                       | негосударственный | институт    | 1992          | Самара            | 680             |
| Самарский национальный исследовательский университет имени академика С. П. Королева | государственный   | университет | 1942          | Самара            | 14633           |
| Самарский университет государственного управления «Международный институт рынка»    | негосударственный | университет | 1994          | Самара            | 2677            |
| Самарский юридический институт Федеральной службы исполнения наказаний              | государственный   | институт    | 1994          | Самара            |                 |
| Тольяттинская академия управления                                                   | негосударственный | академия    | 1991          | «Алые паруса»     | 374             |
| Тольяттинская консерватория                                                         | муниципальная     | институт    | 1998          | Тольятти          | 50              |
| Тольяттинский государственный университет                                           | государственный   | университет | 2001          | Тольятти          | 11651           |

## Список филиалов высших образовательных учреждений
| Название | Категория         | Статус      | Год основания | Месторасположение | Месторасположение головной организации | Число студентов |
| --- | ----------------- | ----------- | ------------- | ----------------- | -------------------------------------- | --------------- |
| Самарский институт (филиал Российского экономического университета имени Г. В. Плеханова)                    | государственный   | институт    | 1944          | Самара            | Москва                                 |                 |
| Самарский филиал Университета российского инновационного образования                                         | негосударственный | университет | 1991          | Самара            | Москва                                 | 284             |
| Самарский филиал Московского городского педагогического университета                                         | муниципальный     | университет | 1997          | Самара            | Москва                                 | 1945            |
| Самарский филиал Санкт-Петербургского гуманитарного университета профсоюзов                                  | негосударственный | университет | 1995          | Самара            | Санкт-Петербург                        | 272             |
| Самарский филиал Волжского государственного университета водного транспорта                                  | государственный   | университет | 1961          | Самара            | Нижний Новгород                        |                 |
| Сызранский филиал Самарского государственного экономического университета                                    | государственный   | университет | 2000          | Сызрань           | Самара                                 | 906             |
| Тольяттинский филиал Университета российского инновационного образования                                     | негосударственный | университет |               | Тольятти          | Москва                                 |                 |
| Тольяттинский филиал Российской академии народного хозяйства и государственной службы                        | государственный   | академия    | 2010          | Тольятти          | Москва                                 |                 |
| Тольяттинский филиал Самарского национального исследовательского университета имени академика С. П. Королева | государственный   | университет | 2001          | Тольятти          | Самара                                 |                 |
| Филиал в Новокуйбышевске Самарского государственного технического университета                               | государственный   | университет | 2014          | Новокуйбышевск    | Самара                                 | 231             |
| Филиал в Сызрани Самарского государственного технического университета                                       | государственный   | университет | 1951          | Сызрань           | Самара                                 | 1408            |
| Филиал в Тольятти Российского государственного гуманитарного университета                                    | государственный   | университет | 2000          | Тольятти          | Москва                                 |                 |
| Филиал в Сызрани Поволжского государственного университета сервиса                                           | государственный   | университет |               | Сызрань           | Тольятти                               |                 |
| Филиал в Тольятти Самарской гуманитарной академии                                                            | негосударственный | академия    | 1995          | Тольятти          | Самара                                 | 66              |